# Mortoniceras
Mortoniceras – rodzaj głowonoga z podgromady amonitów, żyjącego we wczesnej kredzie (alb).
Występuje w osadach kredowych Europy, Afryki, Ameryki Północnej i Ameryki Południowej.